# Alistair MacLean
Alistair Stuart MacLean (Glasgow, 21 de abril de 1922 - 2 de febrero de 1987) fue un novelista británico, autor de varias novelas de ambiente bélico, de suspense y de aventuras. Algunas de sus novelas más conocidas son Los cañones de Navarone y El desafío de las águilas (Where Eagles Dare), en las cuales se basan las películas Los cañones de Navarone y El desafío de las águilas. MacLean también usó el seudónimo Ian Stuart.

## Vida
MacLean era el hijo de un pastor protestante, y aprendió inglés después de su lengua materna, el gaélico escocés. Nació en Glasgow pero pasó gran parte de su niñez y juventud en Daviot, 10 millas al sur de Inverness. 
Se unió a la Royal Navy en 1941, prestando servicio en la Segunda Guerra Mundial con los rangos de Ordinary Seaman, Able Seaman, y Leading Torpedo Operator. Primero fue asignado al PS Bournemouth Queen, una embarcación de recreo reconvertida para albergar cañones antiaéreos que prestaba servicio de guardacostas en Inglaterra y Escocia. Desde 1943, sirvió en el HMS Royalist, un crucero ligero clase Dido. En el Royalist participó en acciones en 1943 en el Atlántico, escoltando convoyes árticos así como grupos de portaaviones en operaciones contra el Tirpitz y otros objetivos en las costas noruegas; en 1944 en el Mediterráneo, preparando la invasión del sur de Francia, ayudando a mantener el bloqueo de Creta y bombardeando Milos en el mar Egeo; y en 1945 en el Pacífico, escoltando grupos de portaaviones contra objetivos japoneses en Birmania, Malasia, y Sumatra. Tras la rendición del Japón, el Royalist ayudó a evacuar prisioneros de guerra liberados de la prisión de Changi en Singapur. 
MacLean fue licenciado de la Royal Navy en 1946. Estudio inglés en la Universidad de Glasgow, graduándose en 1953. Seguidamente obtuvo plaza de maestro de escuela en Rutherglen.
Mientras estudiaba en la universidad, MacLean empezó a escribir historias cortas para conseguir ingresos extra, ganando una competición en 1954 con la historia marítima "Dileas". La editorial Collins le pidió una novela, y escribió HMS Ulysses, basada en sus propias experiencias en la guerra, con la ayuda acreditada de su hermano Ian, un Master Mariner. La novela tuvo un gran éxito y pronto MacLean pudo dedicarse completamente a escribir novelas de guerra, de espías, y otras aventuras.
A principios de 1960, MacLean publicó dos novelas bajo el seudónimo "Ian Stuart" para probar que la popularidad de sus libros se debía a su contenido y no a su nombre en la portada. Se vendieron bien, pero MacLean no hizo ningún esfuerzo para cambiar su estilo de escritura, por lo que sus fan pudieron haberlo reconocido fácilmente tras su seudónimo escocés. Entre 1957 y 1963 vivió en Ginebra para evitar los impuestos. Desde 1963 hasta 1966 se retiró temporalmente de la escritura para gestionar un negocio hotelero en Inglaterra.
Los últimos libros de MacLean no fueron tan bien recibidos como los anteriores y, en un esfuerzo para actualizar sus historias, a veces inventaba unas tramas muy improbables. También luchaba constantemente contra el alcoholismo, que posiblemente fue la causa de su muerte en Múnich en 1987. Está enterrado a unos metros de Richard Burton en Céligny, Suiza. Se casó dos veces y tuvo tres hijos con su primera esposa.
MacLean recibió un doctorado de literatura por la Universidad de Glasgow en 1983.

## Estilo de escritura
Comparado con otros escritores de su tiempo como Ian Fleming, los libros de Maclean son únicos en al menos un aspecto: la ausencia de sexo y la mayoría tienen poco romance ya que MacLean pensaba que estas diversiones sólo disminuian la acción. Los héroes de MacLean usualmente son personas cínicas dedicadas totalmente a su trabajo y a menudo tienen algún conocimiento secreto.
La naturaleza, especialmente el mar y el ártico, desempeñan un papel importante en sus obras y usó una gran variedad de regiones exóticas como escenarios en sus libros. 
- Datos: Q333713
- Multimedia: Alistair MacLean / Q333713